# Pantokrator
För berget på Korfu, se Pantokrator (berg). För metalbandet Pantokrator, se Pantokrator (musikgrupp).

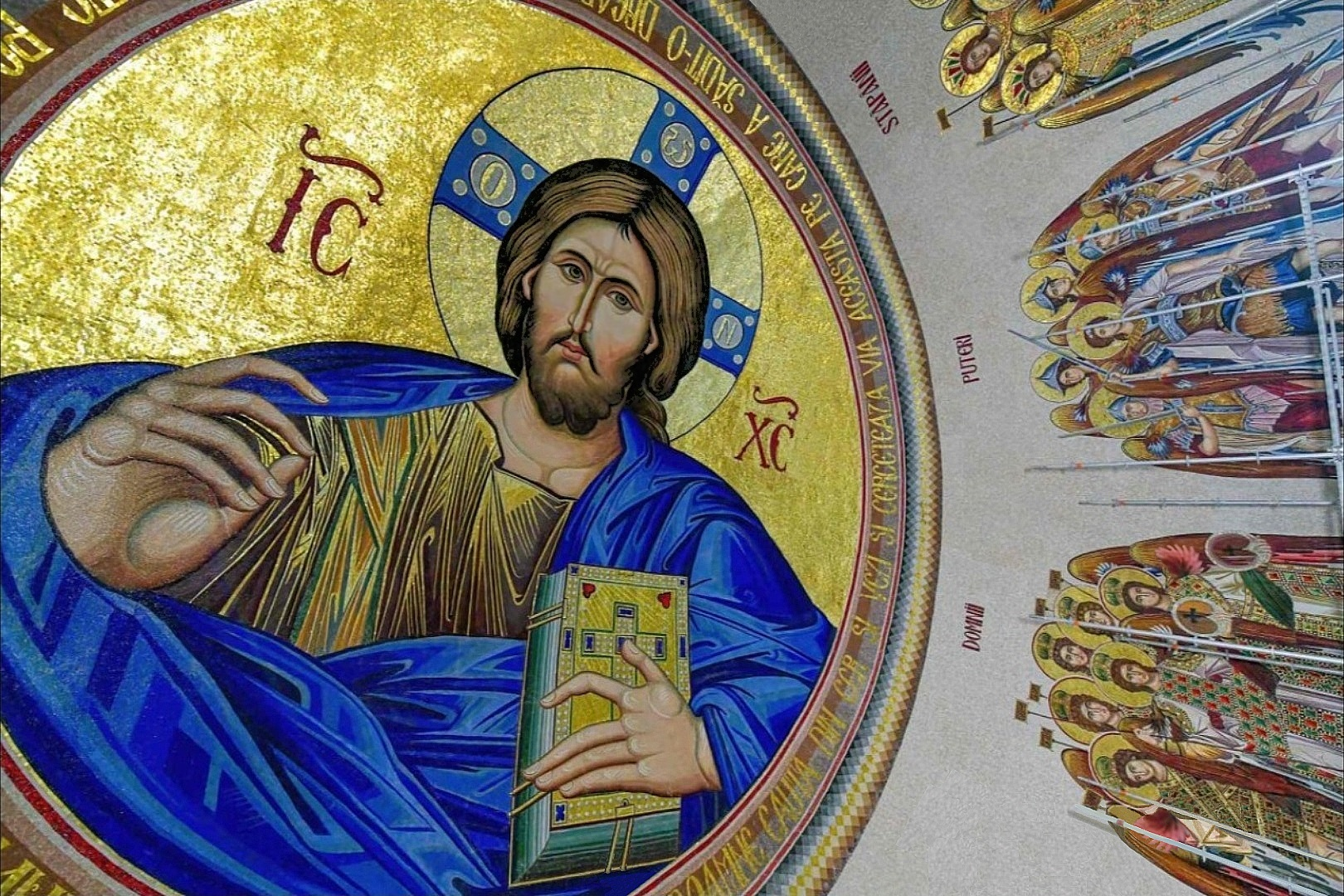
Pantokrator-avbildning i Folkets frälsnings katedral i Bukarest, Rumänien.

Pantokrator (grekiska: ’den allsmäktige’; kyrkslaviska: Пантократоръ) kallas en bysantinsk bröstbildsframställning av Jesus Kristus som allsmäktig härskare i östortodoxa och östkatolska kyrkor, vanligen i en kupol eller absid. 

## Framställning
Jesus framställs med stora ögon, liten mun, smal näsa och med långa fingrar. Jesus brukar avbildas med höger hand lyft för att välsigna, hållande en smyckad eller uppslagen bok i vänster hand. Han har skägg och huvudet omges av en gloria.

## Bilder

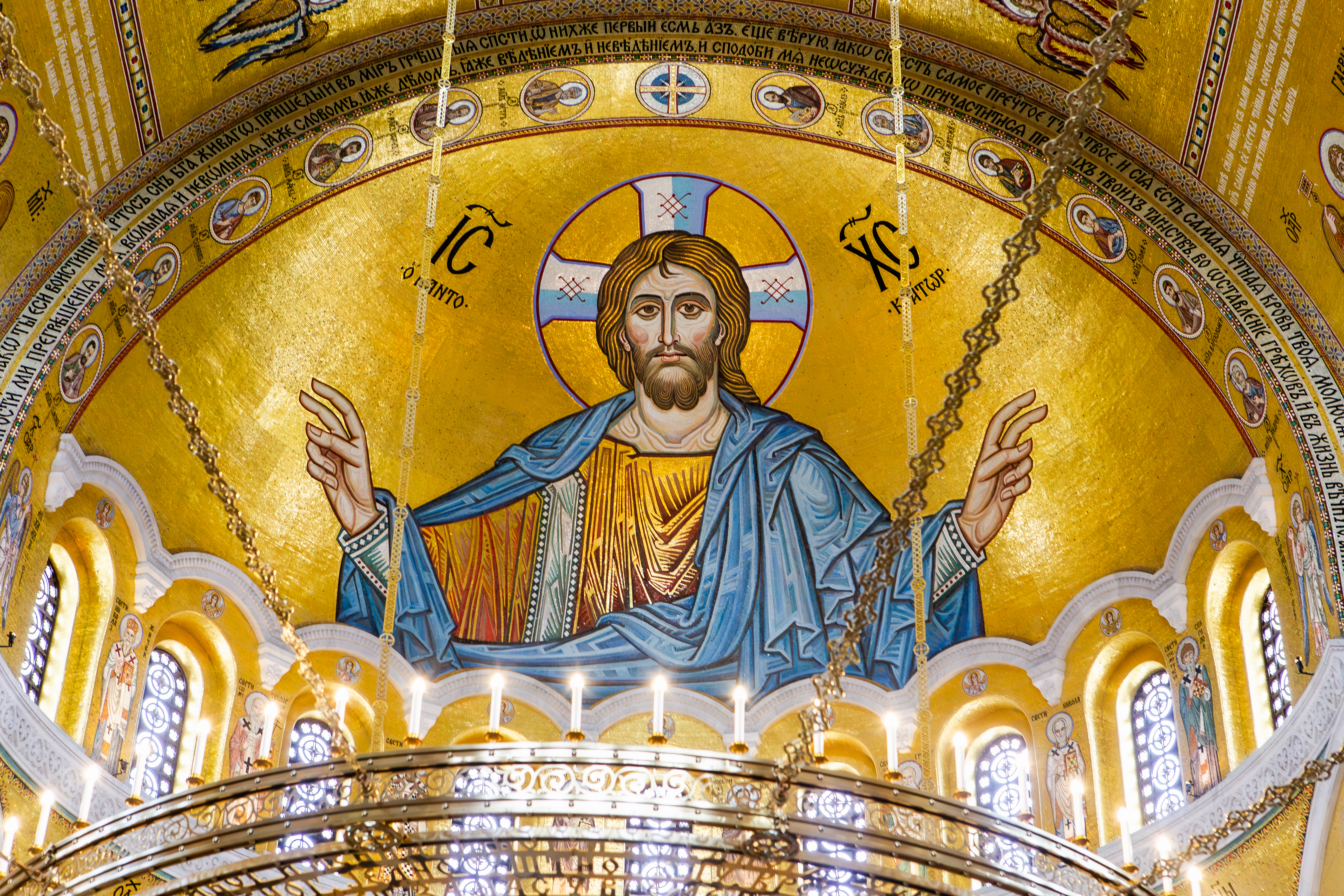
Pantokrator-avbildning i Sankt Savas kyrka i Belgrad, Serbien.
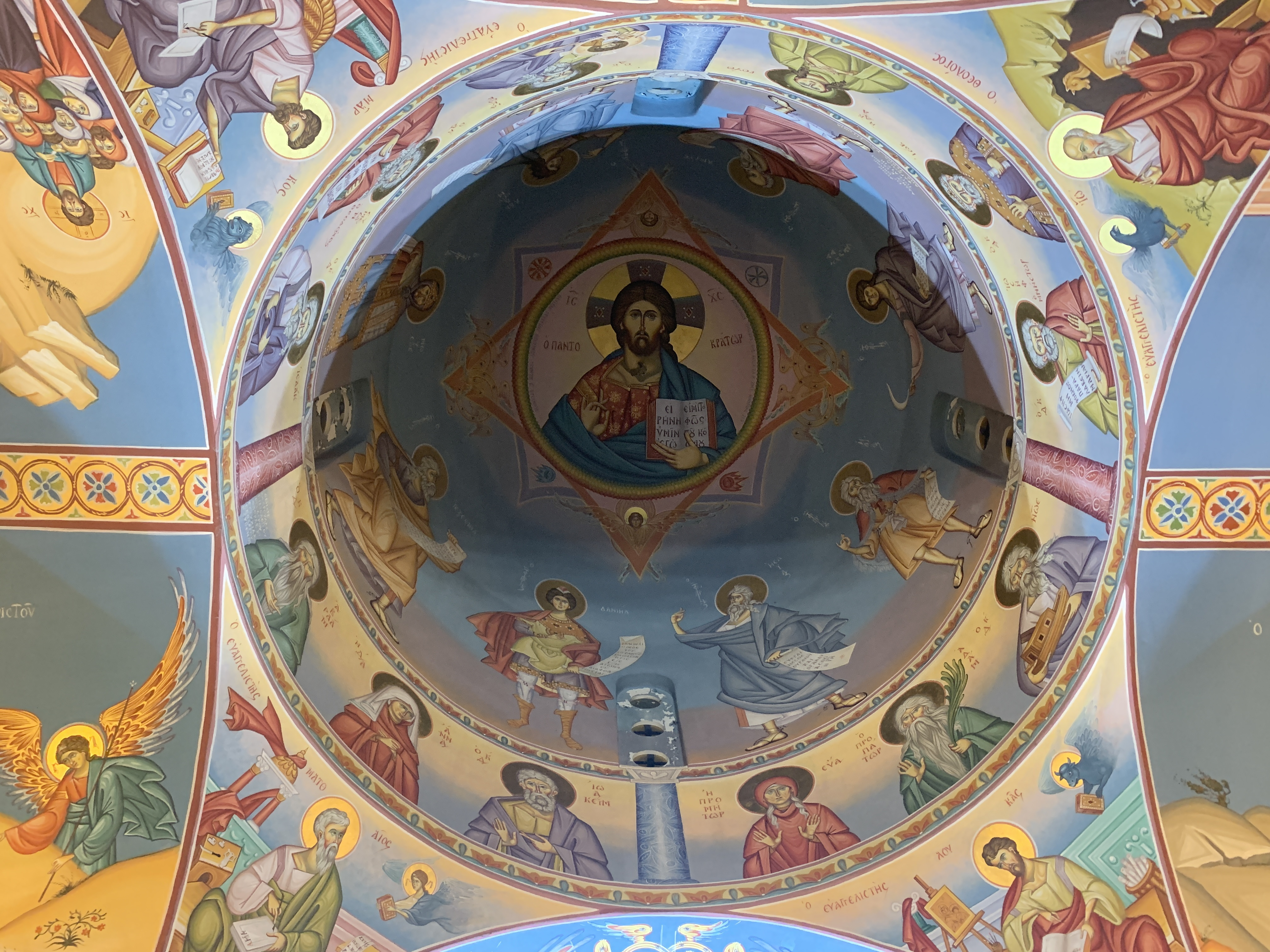
Pantokrator-avbildning i Sankt Nikolai kapell i Paralimni, Cypern.
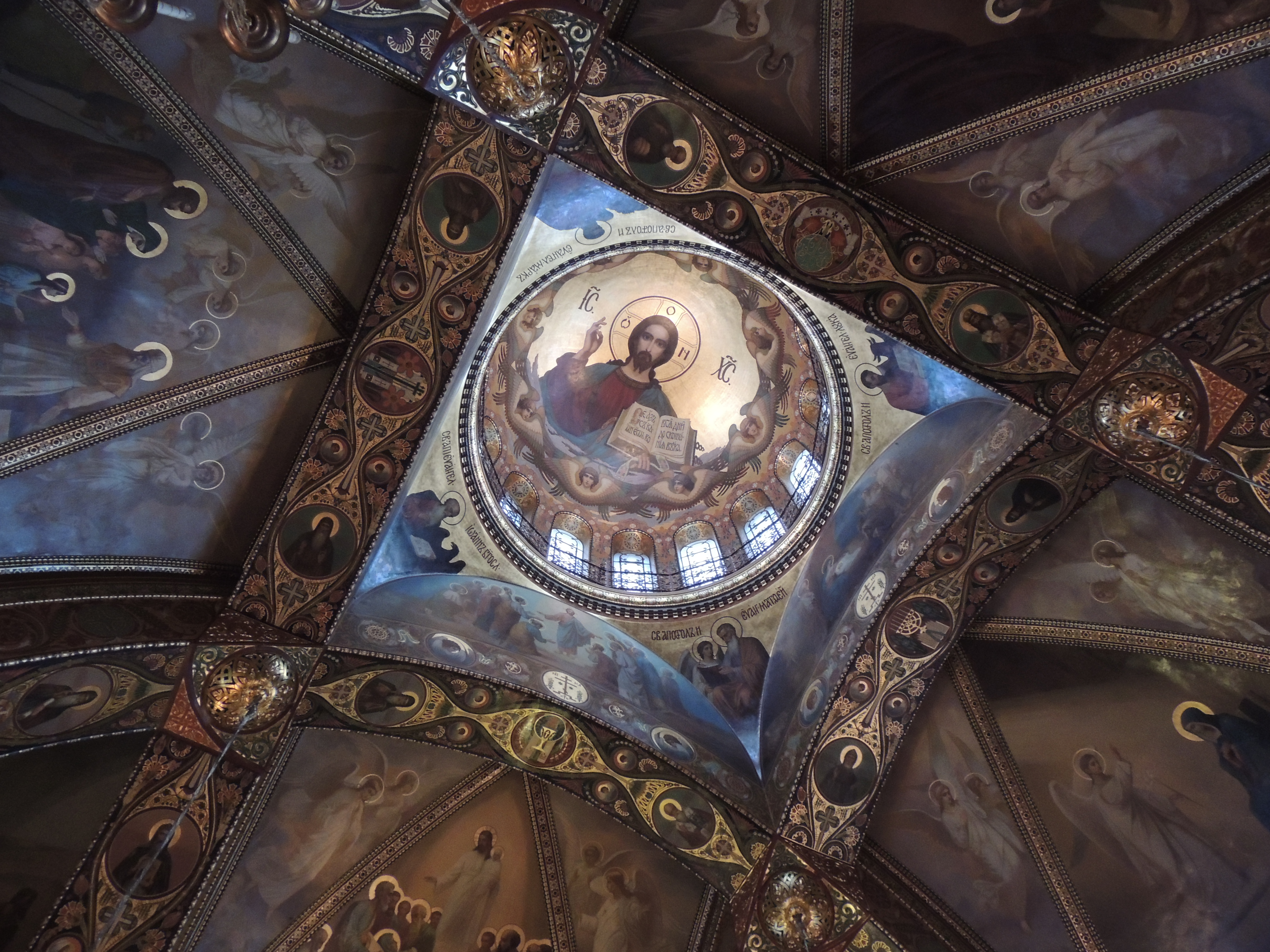
Pantokrator-avbildning i Himmelsfärdskyrkan på Vasiljevskij-ön, Ryssland.